# Fitanoil-CoA diossigenasi
La fitanoil-CoA diossigenasi è un enzima appartenente alla classe delle ossidoreduttasi, che catalizza la seguente reazione:
fitanoil-CoA + 2-ossoglutarato + O2 ⇄ 2-idrossifitanoil-CoA + succinato + CO2
L'enzima è parte della via di ossidazione dell'acido α-fitanico perossisomale. Richiede Fe2+ ed ascorbato.
Questa reazione può essere definita di carattere idrossilasico-fosfatasico; le idrossilasi sono monoidrolasi, utilizzano quindi come ossidante l'ossigeno, però le monoidrolasi dei due atimo di ossigeno dell'O2 uno lo utilizzano per ossidare il substrato, l'altro viene ridotto ad acqua. Tutte le idrossilasi in generale hanno bisogno di un riducente ed in questo caso deriva dalla decarbossilazione ossidativa dell'alfa-chetoglutarato a succinato ed anidride carbonica. Questa ossidazione fornisce 2 elettroni ed altri 2 derivano dall'ossidazione del substrato; quindi, si hanno in tutto 4 elettroni che servono per ridurre completamente una molecola di ossigeno. In questo modo viene ossidato il carbonio in alfa e si forma il 2-idrossifitanoil-CoA.